# طية (ملابس)
الطَيّة أو الثنية هي نوع من الثني تتكون من مضاعفة القماش مرة أخرى على نفسه وتثبيته في مكانه. تستخدم بشكل شائع في الملابس والمفروشات لتجميع قطعة واسعة من القماش في محيط أضيق.

## طالع المزيد
- ثنية